# ゼスター

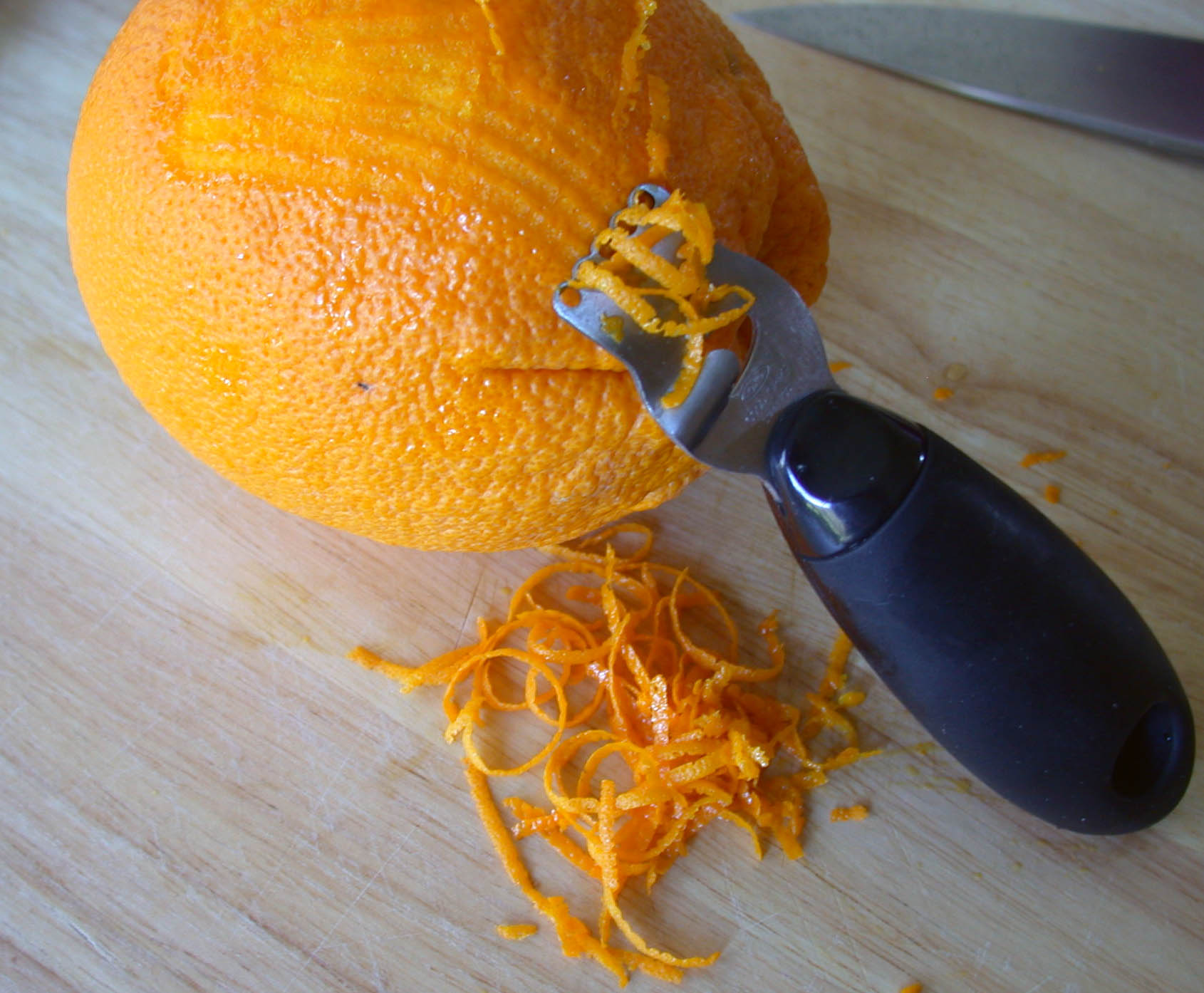
ゼスターでオレンジの皮をおろす。

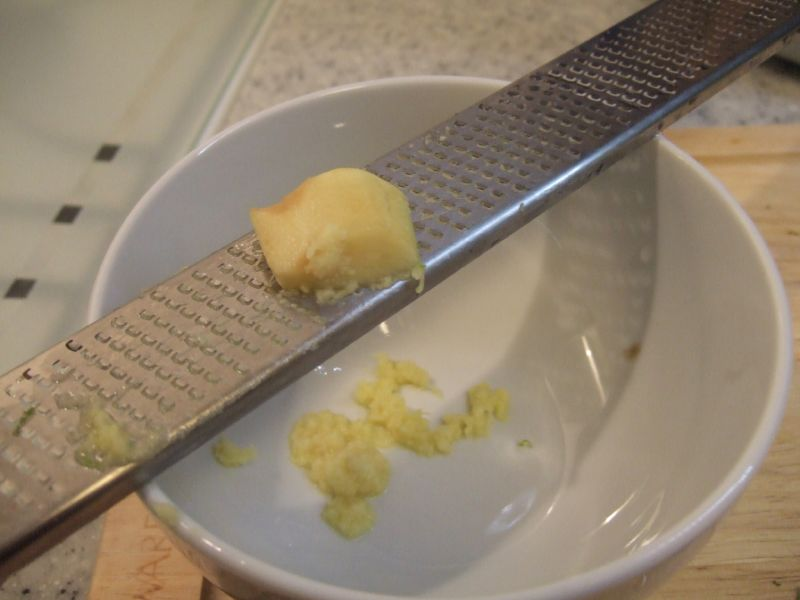
Microplane社のゼスター

ゼスター(Zester)は、レモンやその他の柑橘類から果皮を得るために用いる調理器具である。ゼスターは、先端に一列の丸い穴が並んだ、カーブした金属の刃と持ち手（柄）で構成され、持ち手を含めて約4インチの長さである。適度な力で果物に押し付けて、果皮に沿って引いて用いる。鋭い縁は、底の部分の中果皮から果皮を切り取るのに用いる。果皮はリボン状になって、先端の穴から出てくる。
果皮等、削り取った物を香り付けの材料や薬味として用いる。ゼスターとピーラーは似るが、ピーラーは、有用物を削り取る器具も不用物を削り取る器具も共にピーラーと呼ばれる。